# Evul Mediu târziu
Evul mediu târziu a fost ultima parte a Evului Mediu european, perioadă datată între marea invazie mongolă și Reforma Protestantă (ca. 1250-1500). Epoca următoare Evului Mediu a fost Epoca modernă.

## Războiul de 100 ani

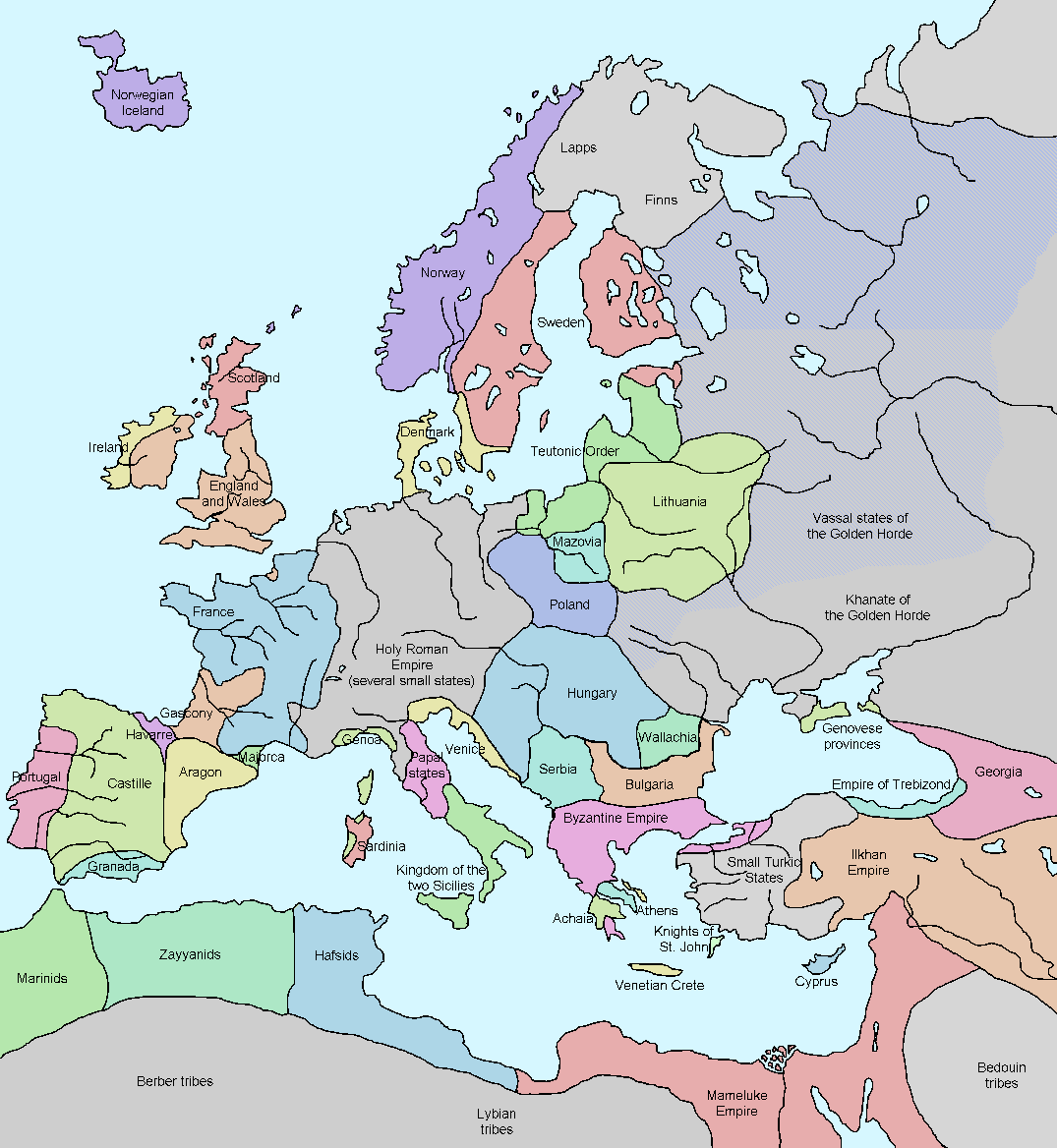
Europa în anul 1328

Războiul de o sută de ani dintre Anglia și Franța a durat din 1337 până în 1453. Acesta nu a fost de fapt un singur război, ci o serie de conflicte întrerupte de perioade lungi de pace. Principala sa cauză, dacă privim în urmă la cucerirea normandă din 1066, în urma Bătăliei de la Hastings, era faptul că regele Angliei era și unul dintre cei mai mari nobili ai Franței, controlând teritorii întinse din interiorul acesteia. Regii francezi au privit această situație ca pe o amenințare și au încercat să reducă din proprietățile monarhului englez. Din acest punct de vedere, războiul de o sută de ani reprezentă etapa finală a unui conflict ce durase deja peste 300 de ani.